# 内赖嫩
内赖嫩（Neerijnen）是荷蘭的一個旧市镇。該社區屬於海爾德蘭省，位於烏德勒支以南35（22英里），斯海爾托亨博斯以北15（9.3英里） 。
2019年1月1日，内赖嫩与海尔德马尔森和灵厄瓦尔合并为新市镇“西贝蒂沃”（West Betuwe）。

## 外部連結
- 维基共享资源上的相關多媒體資源：内赖嫩
- Official website （页面存档备份，存于）